# The Guardian Legend
The Guardian Legend, i Japan Guardic Gaiden (ガーディック外伝 Gādikku Gaiden?), är ett TV-spel från 1988, som blandar genrerna actionäventyr och shoot 'em up. Spelet är en uppföljare till Guardic från 1986.

## Handling och spelupplägg
Tusentals år tidigare skickade utomjordingar iväg den gigantiska rymdfarkosten "Naju" mot Solsystemet. Under färden bordades rymdsonden av några andra utomjordingar, som förintade den ursprungliga besättningen och satte kurs mot Jorden för att erövra den.
På Jorden får människan redan på faran som hotar henne, och skickar iväg "Väktaren", en stridsrobot som kan byta skepnad beroende på i vilken miljö den för tillfället befinner sig.
I spelets första del, resan från Jorden till Naju, åker roboten i skepnad av en rymdfarkost i riktning mot skärmens övre kant och skjuter mot fienden samt samlar power up. I andra delen av spelet, som utspelar sig ombord på Naju, syns roboten uppifrån då den promenerar runt i labyrintliknande gångar och slåss mot fienden samt samlar nycklar. Roboten kan dock även här anta rymdfarkost-skepnaden.

### Fotnoter
1. ↑  ”The Guardian Legend” (på svenska). Nintendomagasinet (Kungsbacka: Atlantic) (2 1992):  sid. 13-15 (Power Player). februari 1992. Läst 15 april 2014.